# レゴ スター・ウォーズ THE VIDEO GAME
『レゴ スター・ウォーズ THE VIDEO GAME』は新3部作のストーリーを再現している。
スター・ウォーズの世界をかなり再現していて、ビークルなども忠実にレゴ化されている。

## シリーズ
- レゴ スター・ウォーズ THE VIDEO GAME
- レゴ スター・ウォーズII THE ORIGINAL TRILOGY
  - レゴ スター・ウォーズ コンプリート サーガ
- Lego Star Wars III: The Clone Wars （日本語未対応）
- レゴ スター・ウォーズ/フォースの覚醒
- レゴ スター・ウォーズ：スカイウォーカー・サーガ